# Llorenç Vidal Vidal
Pour les articles homonymes, voir Llorenç.
Llorenç Vidal Vidal, né à Santanyí le 26 avril 1936, est un poète, éducateur et pacifiste majorquin. Il est le fondateur, en 1964, de la Journée scolaire de la non-violence et de la paix (DENIP), une initiative pionnière, non officielle, non gouvernementale, indépendante, libre et volontaire de l'éducation à la non-violence et à la paix pratiqué depuis sa création dans des écoles primaires et secondaires et des universités de pays différents et à laquelle sont invités à participer les centres éducatifs, les enseignants et les étudiants de différentes idéologies qui respectent les droits de l'homme. En 2010, le Cercle Universel des Ambassadeurs de la Paix, Genève (Suisse), l'a nommé Ambassadeur de la Paix,.

## Biographie
Né à Santanyí, à Majorque, en 1936, instituteur après avoir suivi l'École normale de Palma, docteur en Philosophie et Lettres de l'université de Barcelone, et inspecteur de l'éducation à Cadix, à Ceuta et des Îles Baléares.
Fondateur de la Journée Scolaire de la Non-violence et de la Paix (DENIP), travaille à promouvoir la culture et l'éducation à la non-violence et à la paix depuis 1964,,,,.

## Œuvres

### Poésie
- El cant de la balalaika (1958)
- 5 meditacions existencials (1959)
- Insania Terrae (1962)
- Talaiot del vent (1965 puis 1972)
- Estels filants (1991 puis 2018)
- Florilegi de poèmes a Santanyí (Pregó de les Festes de Sant Jaume) (1994)
- Petits poemes (1999 / 2019)
- Poemes esparsos (2012)
- La rosa de los vientos (2012 / 2020)
- Destellos Espirituales (2012 / 2019)
- 2012: Antologia Poètica (2012)
- Petit llibre d’un solitari', prose poétique, (1968, 1974 et d'autres), considéré comme une importante œuvre mystique, universaliste et pacifiste de la littérature contemporaine à Majorque et dans les Îles Baléares
- Reflexiones y Silencios

### Essais
- En torno al problema de las lenguas regionales españolas (1964)
- Orientaciones sobre la celebración del Día Escolar de la No-violencia y la Paz (1965)
- Fundamentación de una Pedagogía de la No-violencia y la Paz (1971)
- Ideario no-violento (1981 y 2021), avec la collaboration d'Eulogio Díaz del Corral)
- El joven buscador de la paz (1982)
- No-violencia y Escuela. El 'Día Escolar de la No-violencia y la Paz' como experiencia práctica de Educación Pacificadora (1985)
- Petita Ortografía Mallorquina / Balear (1959, 1960, 2019)
- Artículos literarios, filosóficos y pedagógicos

### Anthologies de poésie
- Poesia 1958 (Majorque)
- Poesia 1959 (Majorque)
- El vol de l'alosa (Majorque)
- Un segle de poesia catalana (Barcelone)
- Les mil millors poesies de la llengua catalana (Barcelone)
- Antologia da poesia catalã contemporânea (São Paulo)
- Antologia da novissima poesia catalã (Lisbonne)
- Antología de poesía amorosa mallorquina (1950-2000, Majorque)
- La mujer en la poesía hispanomarroquí (Tétouan)
- Poetas Mallorquines para la Paz (Majorque)
- Marruecos, en español (Tétouan)
- 1ª Antologia Internacional del Indriso (São Paulo)
- Antología Poética, III Encuentro Hispanomarroquí de Poesía Trina Mercader (Tétouan)
- Miscel•lània dedicada al número 150 de la col•lecció Coses Nostres, (Majorque)
- Palabras a tiempo. Recopilando hebras de sueño (libro colectivo solidario), (Cadix)
- Estrechando para la paz, IV Encuentro Hispano-Marroquí de Poesía (Tétouan, 2014)
- 2012: Antologia Poètica, éd. Tántalo (Cadix, 2012).
- Poetas del siglo XXI. Antología de Poesía Mundial, dir. Fernando Sabido Sánchez, 2016.
- Calle de Agua, Frontera Salada, Antología poética (Tétouan, 2017).
- Antología poética Entre dos Aguas... en homenaje a Paco de Lucía (VII Encuentro Hispano Marroquí de Poesía, Tétouan 2018).
- Antología poética Arribar al Feddan, Encuentro de Escritores en el 2020 (Tétouan, 2020).
- Antología poética Despedida en Tetuán, IX Encuentro Hispano Marroquí de Poesía, Tetuán, 2022.